# Agro aversano
L'Agro aversano è un territorio della provincia di Caserta che conta circa 288 008 abitanti ed è posto a sud-est del capoluogo di provincia e a immediato ridosso della Città Metropolitana di Napoli. I comuni costituenti l'agro sono 19 e sono attraversati dai Regi Lagni.

## Storia
Il territorio dell'Agro con la conquista normanna dell'Italia meridionale in epoca normanna divenne parte di una area geografica "Terra di Lavoro" il cui centro più importante fu la contea di Aversa, e successivamente fu inglobata nella "Provincia di Terra di Lavoro" dapprima nel Regno delle Due Sicilie e poi dopo l'unità d'Italia nel Regno d'Italia.
Nel 1927, in seguito alla soppressione della provincia durante il regime fascista, ha fatto parte insieme a tutto il casertano della provincia di Napoli. Durante la seconda guerra mondiale fu teatro di eccidi da parte delle truppe naziste, come nel caso dell'eccidio di Teverola nel 1943, ove furono uccisi 14 appartenenti al Corpo dei Reali Carabinieri. Nel 1945 con l'istituzione della provincia di Caserta, venne a far parte di tale provincia italiana. Tutti i comuni (Aversa compresa), hanno tuttavia mantenuto il prefisso numerico del distretto telefonico di Napoli e provincia, ovvero 081. All'inizio degli anni 2000 il dibattito politico locale venne anche animato dall'idea della costituzione della nuova provincia di Aversa, che tuttavia non è mai avvenuta.

## I comuni
| Comune                | Stemma | Popolazione, su demo.istat.it. | Superficie (km²) |
| --------------------- | ------ | ------------------------------ | ---------------- |
| Aversa                |        | 49.210                         | 8,73             |
| Casal di Principe     |        | 21.696                         | 23,00            |
| Casaluce              |        | 9.438                          | 9,56             |
| Casapesenna           |        | 7.316                          | 3,05             |
| Carinaro              |        | 7.092                          | 6,32             |
| Cesa                  |        | 9.700                          | 2,74             |
| Frignano              |        | 8.884                          | 9,86             |
| Gricignano di Aversa  |        | 13.023                         | 9,98             |
| Lusciano              |        | 16.286                         | 4,56             |
| Orta di Atella        |        | 27.435                         | 10,70            |
| Parete                |        | 12.973                         | 5,61             |
| San Cipriano d'Aversa |        | 13.351                         | 6,22             |
| San Marcellino        |        | 14.787                         | 4,61             |
| Sant'Arpino           |        | 15.327                         | 3,2              |
| Succivo               |        | 8.811                          | 7,21             |
| Teverola              |        | 14.974                         | 6,7              |
| Trentola Ducenta      |        | 20.698                         | 6,00             |
| Villa di Briano       |        | 7.441                          | 8,55             |
| Villa Literno         |        | 12.970                         | 61,83            |

## Economia
Il centro economico principale è rappresentato dalla città di Aversa, che è anche la più popolosa; l'economia del territorio è generalmente agricola, sebbene siano presenti alcuni stabilimenti industriali nella zona "Area Sviluppo Industriale" (ASI) nei comuni di Teverola, Carinaro e Gricignano di Aversa come quello della Indesit - già presente dagli anni 1970 e nel 2014 acquisito dalla Whirlpool Corporation - ed il polo calzaturiero "UNICA", edificato nel 1997, un complesso che raggruppa alcuni stabilimenti industriali dedicati alla produzione di calzature, ed altri insediamenti relativi all'industria leggera, per un totale di circa 160 imprese; la zona è stata diverse volte oggetto di episodi di inquinamento, come riportato dall'ARPA della regione Campania nel 2008.

## Infrastrutture e trasporti

### Strade
Dal punto di vista stradale, l'agro è servito dalla Strada Statale 162 NC Asse Mediano con lo svincolo Aversa-Melito e dalla SP 335-VI "dei Ponti della Valle" (in passato già SS 265 "dei ponti della Valle"), con gli svincoli: Aversa nord, Aversa sud-Parete, Trentola-Ducenta, Frignano-Casaluce, Teverola, Gricignano di Aversa. È inoltre raggiungibile dalla Strada statale 7 bis di Terra di Lavoro con svariate uscite sul territorio della provincia di Caserta.

### Ferrovie

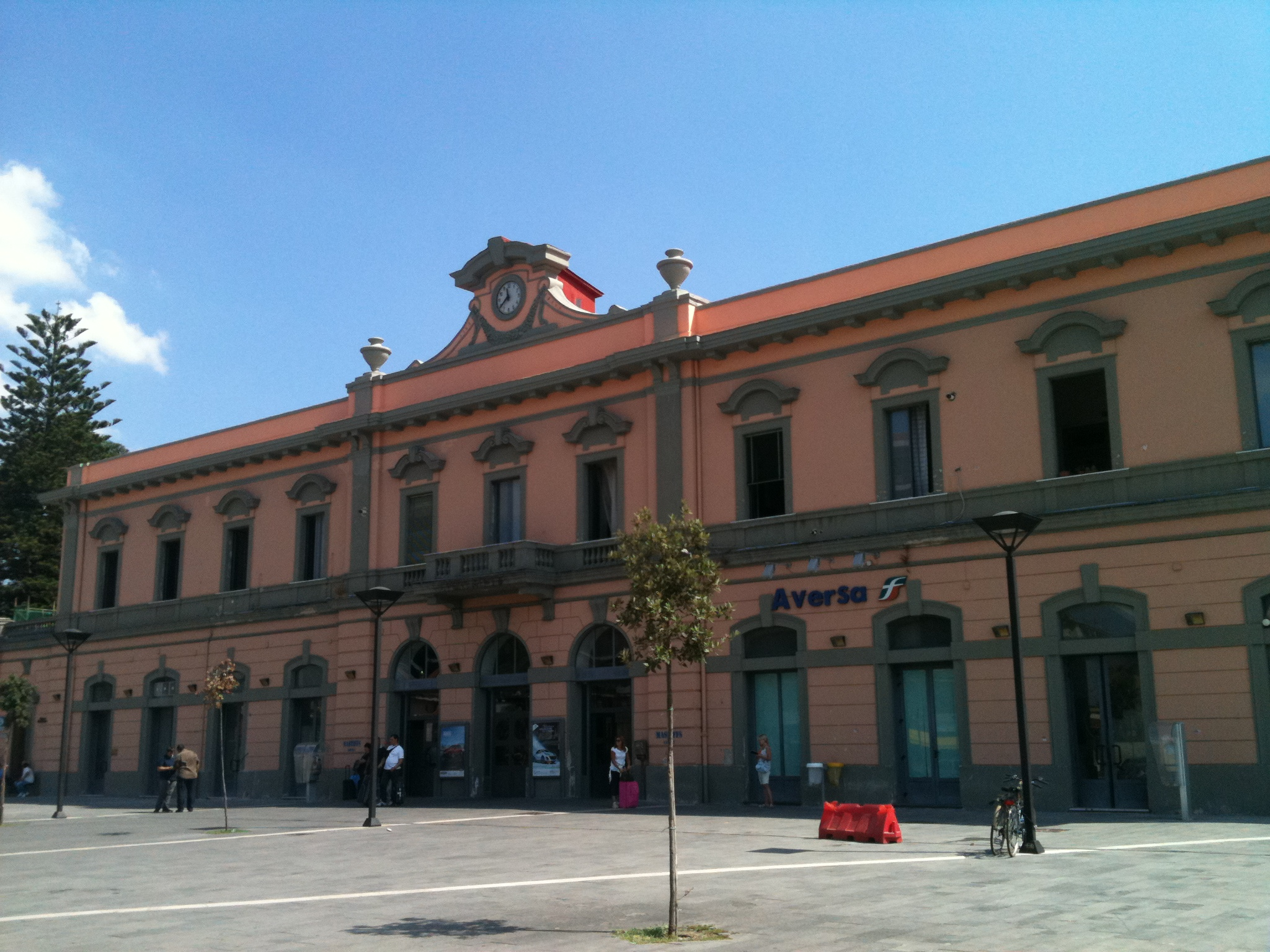
Facciata stazione di Aversa

Fra il 1882 e il 1959 Aversa era collegata col capoluogo di regione grazie alla tranvia Napoli-Aversa/Giugliano, realizzata ad opera della Société Anonyme des Tramways Provinciaux che nel 1912 inaugurò altresì la Tranvia Aversa-Albanova, a sua volta soppressa nel 1962. Disponeva inoltre di una stazione della ferrovia Alifana, chiusa poi assieme alla relativa linea nel 1976
La stazione ferroviaria di Aversa, situata in piazza Giuseppe Mazzini, è servita da collegamenti a lunga percorrenza effettuati da Trenitalia, e da treni regionali svolti da Trenitalia nell'ambito del contratto di servizio stipulato con la Regione Campania. In Aversa vi sono inoltre due stazioni della Metropolitana di Napoli, ovvero Aversa Centro e Aversa Ippodromo poste lungo la linea Napoli-Giugliano-Aversa gestita dall'EAV.
Altre stazioni ferroviarie situate nell'agro sono quelle di San Marcellino-Frignano, Albanova, Gricignano-Teverola, Villa Literno.

### Mobilità urbana
Il comune di Aversa è servito da filobus e autobus che svolgono servizi di linea urbani e suburbani a cura della CTP.

## Cultura

### Biblioteche
- Aversa:
  - La Biblioteca Comunale Gaetano Parente, fondata nel 1876, ha sede presso il rinascimentale Palazzo Gaudioso. Conta un patrimonio librario di oltre 18.000 volumi. Sono inoltre conservati preziosi manoscritti risalenti al XV secolo e XV secolo
  - La biblioteca Seminariale Paolo VI, è situata nel Seminario Vescovile. Qui sono conservati circa 20.500 volumi, 100 manoscritti, 100 periodici ed opuscoli.
  - La biblioteca del Dipartimento di Architettura dell'Università degli Studi della Campania Luigi Vanvitelli, fondata nel 1995, ed è ospitata nell'edificio monumentale del Monastero di S. Lorenzo ad Septimum. Qui sono conservati circa 5.000 volumi ed opuscoli, 80 periodici e 5 CD-ROM.
  - La Biblioteca del Centro Ricerche e Studi sulla Psichiatria e le Scienze Sociali “Le Reali Case dei Matti” è ospitata nell'ex Ospedale Psichiatrico Santa Maria Maddalena. Qui sono conservati circa 6.000 volumi tra monografie e riviste specializzate. Il materiale conservato è principalmente di carattere religioso e medico scientifico.
- Casapesenna: La biblioteca è situata presso la piazza A. Petrillo, all'interno delle casa comunale.
- Lusciano: La biblioteca comunale è situata in piazza Municipio, all'interno della casa comunale.
- Cesa: La biblioteca comunale è situata in piazza A. De Gasparri, all'interno della casa comunale.
- Orta di Atella: La biblioteca comunale è situata in via Petrarca.
- San Cipriano d'Aversa: La biblioteca comunale è situata in via Francesco Serao.
- Parete: La biblioteca comunale è situata presso il Palazzo Ducale di Parete in via Umberto I.
- Trentola Ducenta: La biblioteca comunale è situata in piazza Guglielmo Marconi.
- Villa Literno: La biblioteca comunale è situata in via Chiesa.

### Università
Nella città di Aversa sono presenti alcune strutture dell'Università degli Studi della Campania Luigi Vanvitelli: la Scuola Politecnica e delle Scienze di Base ed il Dipartimento di Ingegneria, ambedue con sede presso la Real Casa dell'Annunziata, mentre in via Michelangelo vi è un aulario. Inoltre vi è il Dipartimento di Architettura, con sede presso l’abbazia di San Lorenzo ad Septimum.

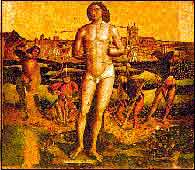
Martirio di S. Sebastiano di Angiolillo Arcuccio

### Musei
Ad Aversa ha sede il Museo Diocesano, ospitato nel Deambulatorio del Duomo. Costituito nel 1995, conserva il patrimonio artistico liturgico della Cattedrale. Il museo contiene argenti sacri del Seicento e del Settecento di importanti botteghe napoletane, - tra cui quella dei Guarriniello - diversi documenti di epoca normanna, la Madonna con il Gonfalone, - tela datata e firmata da Francesco Solimena e considerata un "exemplum" del pittore di Canale di Serino - nonché alcune tavole della seconda metà del Quattrocento di Angiolillo Arcuccio, tra cui il celebre Martirio di San Sebastiano. Inoltre è presente un capolavoro unico: San Giorgio e il drago, tra le poche sculture preromaniche presenti nell'Italia meridionale, una lastra marmorea dell'XI secolo. Da segnalare anche il Civico Museo di Storia Militare.
A Succivo ha sede il Museo archeologico dell'Agro Atellano la cui collezione illustra la storia della parte meridionale dell’ager campanus, a sud e a ovest dei Regi Lagni e dell’antica città di Atella.

### Teatro

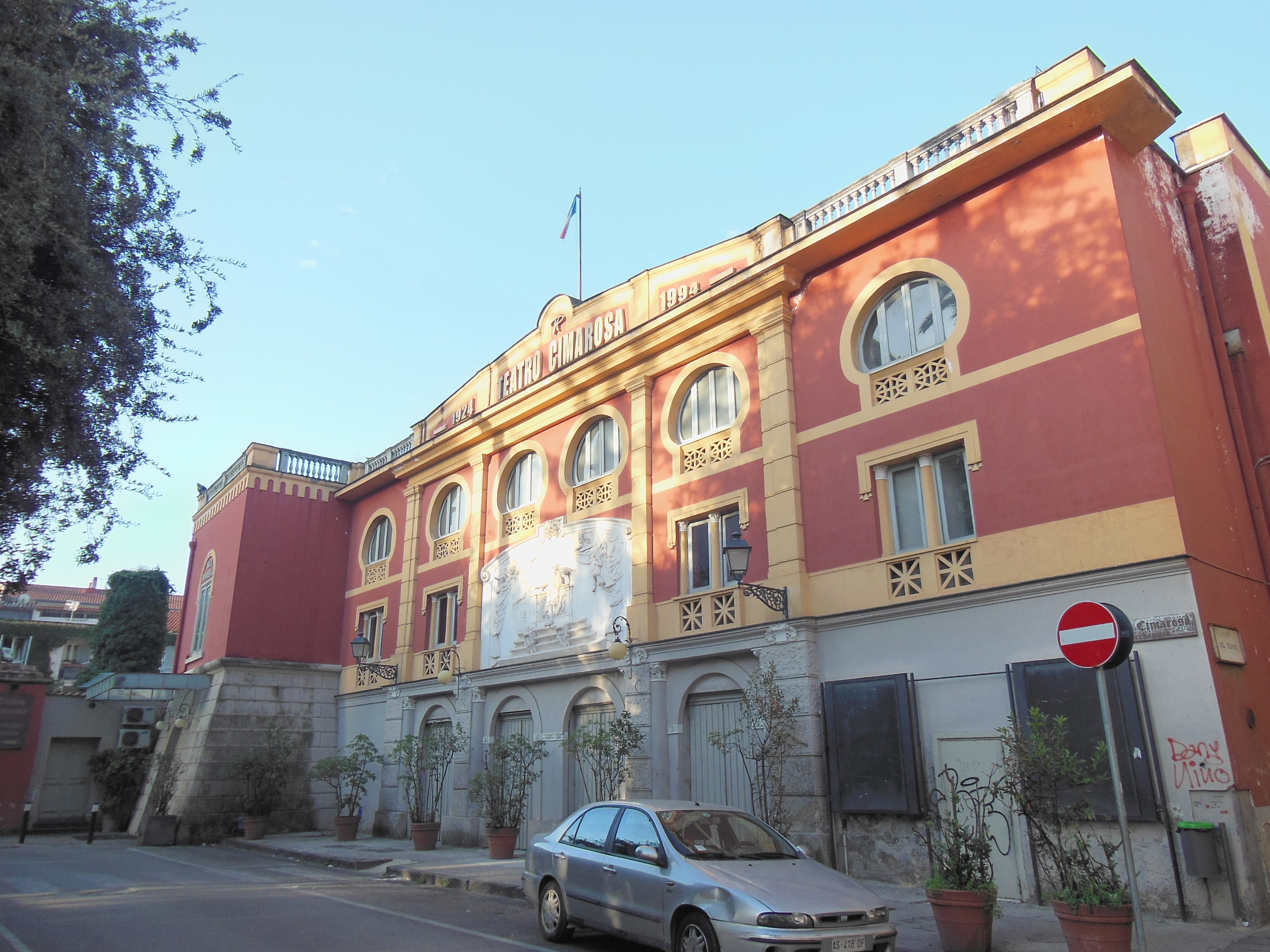
Teatro Domenico Cimarosa

Il Teatro Domenico Cimarosa situato ad Aversa deve il suo nome al musicista aversano Domenico Cimarosa ed è situato in vicolo del Teatro. Nato nel 1889 come teatro in legno nell'attuale piazza Principe Amedeo. Nel 1924, Giuseppe Romano lo fece edificare in tufo e cemento armato nell'attuale sede. La facciata presenta due ordini di finestre, di cui il superiore ad arco moresco, che adornano un bassorilievo simile al monumento a Domenico Cimarosa posto nella piazza antistante la Stazione Ferroviaria di Francesco Jerace, con stemmi e simboli musicali. In stile liberty, ha la forma di ferro di cavallo ed è sormontato da una cupola circolare affrescata da Arnaldo De Lisio negli anni venti con allegorie inneggianti gli insigni musicisti aversani, Domenico Cimarosa e Niccolò Jommelli, e decorazioni di Antonio Giametta. Dal 1927 sino agli anni settanta viene gestito da Emilia Della Valle, madre dell'attuale proprietario. Negli anni settanta e ottanta divenne famoso come a cinema a luci rosse. Successivamente viene acquisito da Renato Virgilio che lo ha riportato agli antichi splendori. La struttura funge anche da cinema, offre rappresentazioni teatrali e musicali, convegni politici e iniziative socio-culturali.

### Musica
Aversa ha una grande tradizione musicale, basti citare tre illustri musicisti aversani: Domenico Cimarosa, Niccolò Jommelli, Gaetano Andreozzi e Paolo Riverso. Iniziative: Dal 1999, si tiene ogni due anni il Concorso Flautistico Internazionale "Domenico Cimarosa", Premio Rotary Terra Normanna, nella prima decade di dicembre. Il concorso ideato dall'associazione Diaphonia, ha negli anni guadagnato sempre maggior consensi nel mondo musicale italiano e internazionale. Presidenti di giuria, solo per citarne alcuni, sono stati il compositore argentino, con nazionalità italiana, già premio Oscar Luis Bacalov, il compositore Stelvio Cipriani e il flautista francese Maxence Larrieu. Nell'edizione tenutasi nel 2011 hanno partecipato 101 giovani musicisti provenienti da ben 46 nazioni, in rappresentanza di tutti i continenti. Nell'ultima edizione, tenutasi dal 2 al 4 dicembre 2015, ha vinto, dopo dieci anni dall'ultima vittoria (nel 2005 vinse Paolo Taballione), un italiano: Carmineluigi Amabile. Seconda classificata da Taiwan, la flautista Chia Wen-Ou, terza la polacca Marianna Zolnacz. Dal 2004, si tiene il Concorso nazionale per sole cantautrici "Bianca d'Aponte", presso il Teatro "Domenico Cimarosa" dal 22 al 23 ottobre. Dal 2010 si è tenuto il Premio Domenico Cimarosa, che ha premiato quanti nel mondo hanno interpretato le musiche e le opere del grande compositore del 700. Tra questi vogliamo ricordare Roberto de Simone, Alberto Zedda, Maria Grazia Schiavo, Carmine Monaco, Bruno de Simone, Rosanna Savoia. Aversa vanta anche una grandissima tradizione in campo jazzistico per essere sede, dal 1981, del Jazz Club Lennie Tristano, intitolato al pianista caposcuola del cool jazz la cui famiglia era originaria di Aversa, uno dei più noti jazz club d'Europa e che in oltre trenta anni di attività ha portato in città i più grandi jazzisti del mondo, in oltre trecento concerti.

### Cinema
Nel 1976 fu girata ad Aversa parte del film Pasqualino Settebellezze, diretto da Lina Wertmüller e interpretato da Giancarlo Giannini, che ai Premi Oscar del 1977 ricevette 4 nomination.
Nel 2015 fu girato prevalentemente ad Aversa (ma anche a San Cipriano d’Aversa, Caserta e Civitavecchia) il film Gramigna (Volevo una vita normale), tratto dall'omonimo libro di successo di Michele Cucuzza e Luigi Di Cicco (sottotitolato "Vita di un ragazzo in fuga dalla camorra"). Per la regia di Sebastiano Rizzo, fu interpretato, tra gli altri, da Gianluca Di Gennaro, Biagio Izzo, Teresa Saponangelo, Enrico Lo Verso, Ernesto Mahieux, Ciro Petrone, Anna Capasso, Titti Cerrone e Glenda Cantone. Presentato, nel 2016, all'8° Galà del Cinema e della Fiction in Campania ed al 15° Rome independent film festival (ove risultò finalista), è stato proiettato nelle sale nel 2017.

## Cucina

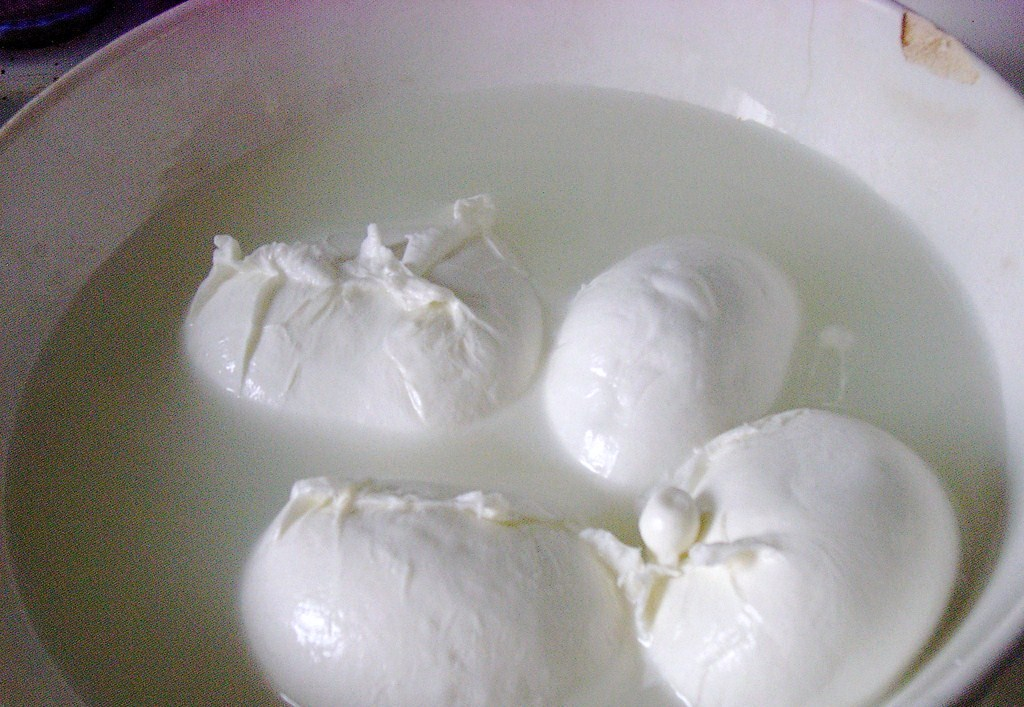
Mozzarella di Bufala

La cucina dell'agro aversano deriva dalla cucina napoletana con variazioni che le danno un'impronta tipicamente agricola. È una cucina sbrigativa e senza complicate manipolazioni, ma saporita e gustosa nello stesso tempo per la semplicità e naturalezza dei suoi ingredienti. Non mancano però piatti di maggiore impegno. Tra gli antipasti si possono collocare la Pizza di scarola, "l'insalata di fagioli", le "mulignane a fungetiello", il Tortano e il Casatiello. Tra i primi piatti abbondano le paste asciutte con condimenti tra i più diversi e nuovi. I Maccheroni sono senza dubbio il piatto forte della cucina aversana. I modi di cucinarli sono molti: si va dai "maccarune case e pepe" a i "maccarune aglio e uoglio". Molto gustato è un piatto tipico aversano lo "scarpariello" (bucatini al sugo piccante). Tra i primi piatti vi sono i minestroni di verdura o la pasta preparata con gli ortaggi. La carne è il piatto più importante delle cucine e si presta ad un'infinità di preparazioni. La carne è prepara in diversi modi: la polpetta o il polpettone, le braciole al sugo, la carne alla pizzaiola, il soffritto di maiale, gli "stentenielli" (interiora di agnello o capretto). L'ingrediente per eccellenza per la cucina dell'agro è sicuramente la mozzarella.

### Formaggi Freschi
I formaggi aversani sono per lo più di origine bovina, data la diffusione dell'allevamento delle bufale da latte. Tra i formaggi freschi il più rinomato è la mozzarella di bufala campana, di produzione cittadina. Altri formaggi sono la ricotta e la provola affumicata.

### Dolci

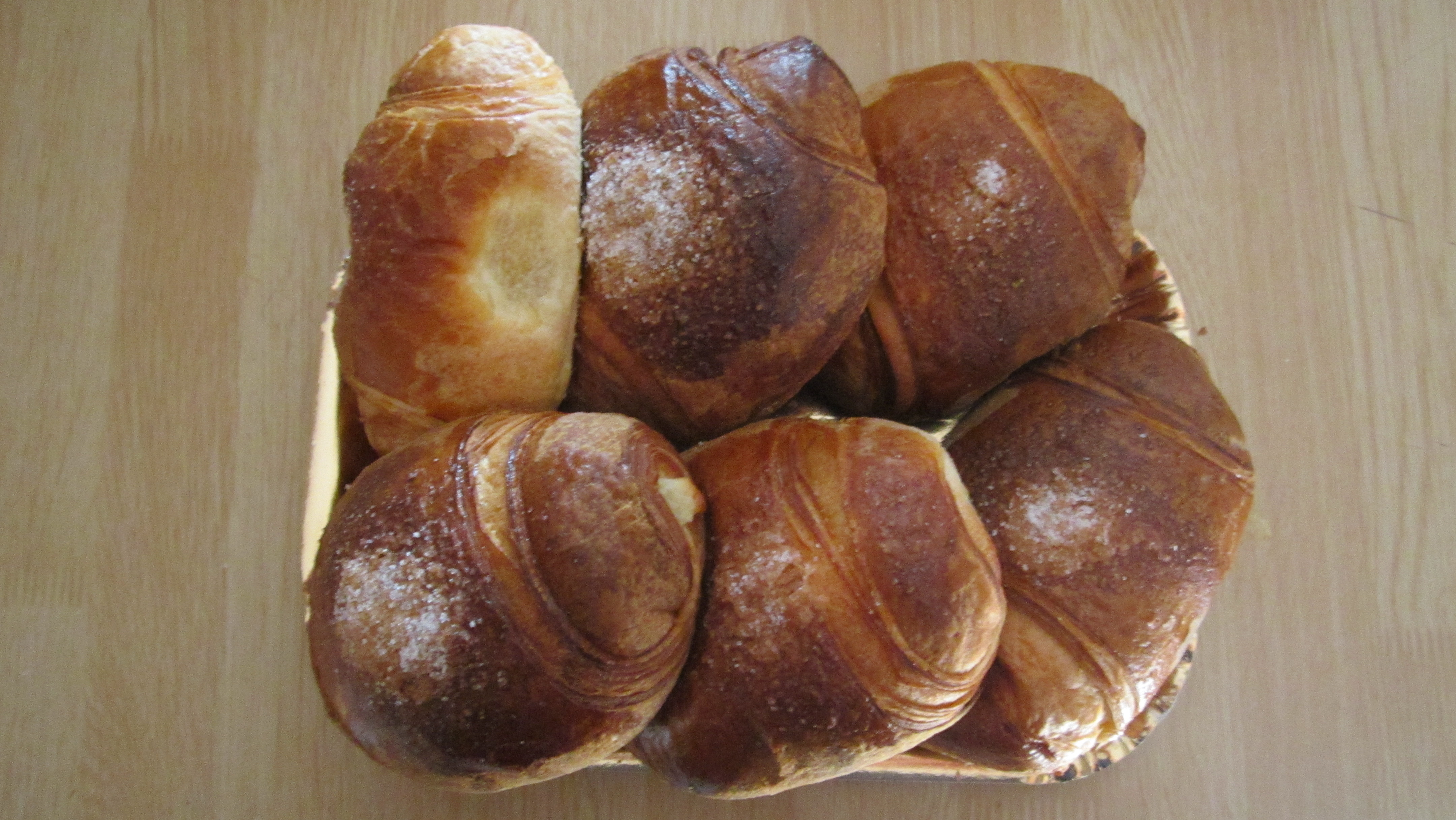
Polacca, dolce tipico aversano

I dolci tipici aversani sono la polacca e la pietra di San Girolamo. La prima è la reinvenzione del cornetto. Fatta di pasta lievitata, Crema pasticcera e le amarene. La seconda è una sorta di croccante fatto con mandorle tostate, zucchero e cioccolato, creato dalle suore dell'ex convento di San Girolamo. "Il Santo eremita, non potendosi rifiutare di dare il nome ad un dolce, pretese che avesse la consistenza e la forma della pietra sulla quale scriveva la Vulgata, per mitigare gli eccessi di gola dei consumatori."
Un altro dolce che si può trovare nell'agro aversano è il Roccobabà, nasce da un’idea di Emilio Goglia, pasticciere di Casal di Principe che ispirandosi al semplice e tradizionale babà, volle riproporlo in veste di semifreddo. Si tratta infatti di un babà ricoperto di crema al cioccolato, ma il suo nome è ispirato al grande stilista Rocco Barocco, che dopo averlo assaggiato la prima volta non è più riuscito a farne a meno, tanto da suscitare in Emilio Goglia la volontà di dedicare proprio a lui questa meraviglia dolciaria, e attribuendogli il nome con cui è poi diventato famoso, ovvero “Roccobabà”.

### Vino
Nel agro aversano, ma soprattutto nel territorio tra Cesa e Aversa, 
è possibile produrre il vino Asprinio D.O.C., che ha un gusto estremamente secco e asciutto.

## Criminalità ed inquinamento ambientale
Nei territori della zona - ricompresi nella terra dei fuochi - vi sono molte discariche abusive che spesso vengono dati alle fiamme da parte di varie bande criminali; attività accertata e documentata sin dai primi anni 1980. Secondo l’Istituto Superiore di Sanità (ISS) l’incremento di diverse patologie tumorali è strettamente correlato con gli smaltimenti illegali di rifiuti e la conseguente dispersione di sostanze inquinanti nel suolo e nell’aria. I rifiuti bruciati nell’agro e nella zona settentrionale della provincia di Napoli sono la principale fonte di inquinamento della zona.